# Lewis Capaldi/Auszeichnungen für Musikverkäufe

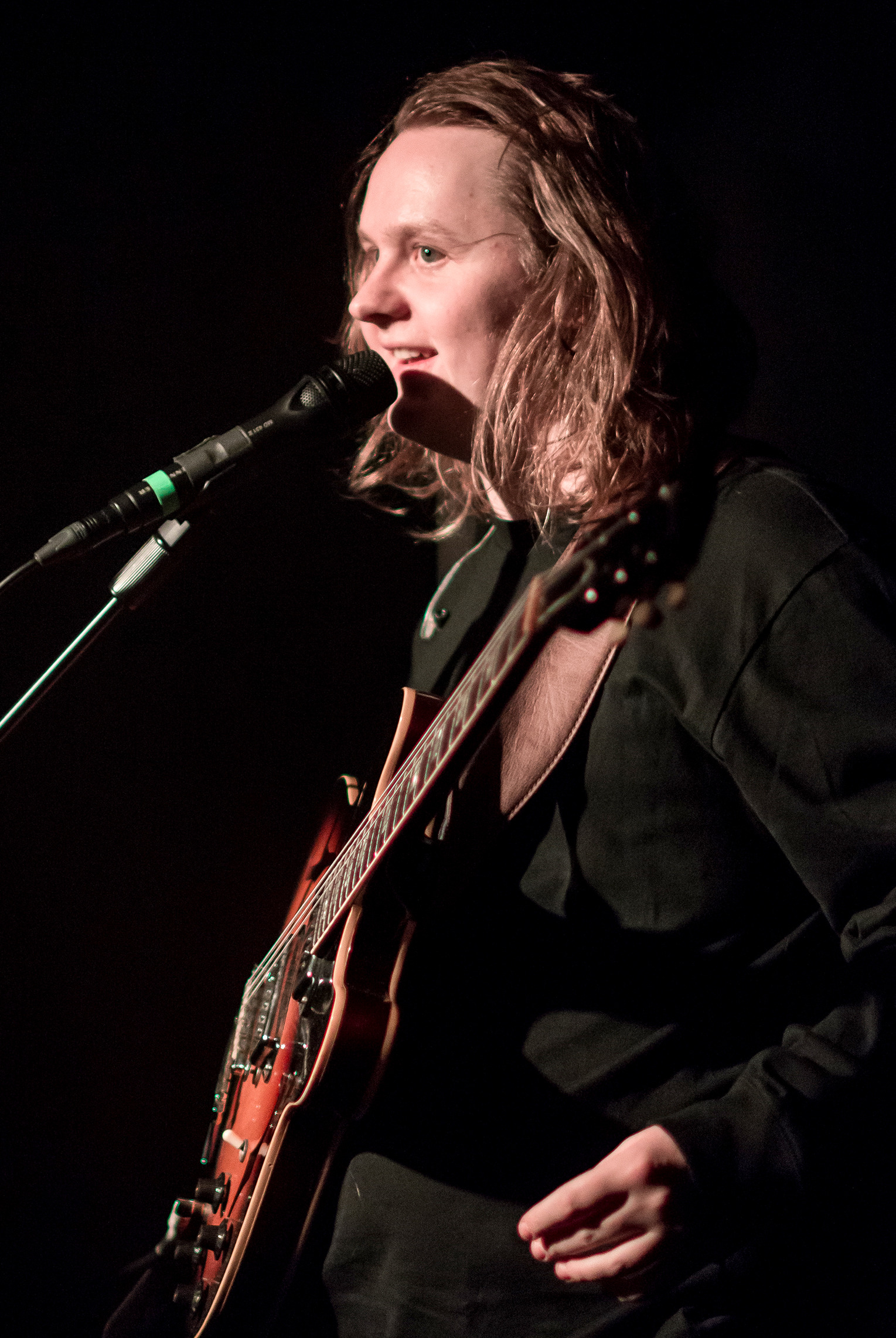
Lewis Capaldi (2018)

Dies ist eine Übersicht über die Auszeichnungen für Musikverkäufe des britischen Singer-Songwriters Lewis Capaldi. Die Auszeichnungen finden sich nach ihrer Art (Gold, Platin usw.), nach Staaten getrennt in chronologischer Reihenfolge, geordnet sowie nach den Tonträgern selbst, ebenfalls in chronologischer Reihenfolge, getrennt nach Medium (Alben, Singles usw.), wieder.

## Auszeichnungen
| - Vereinigtes Königreich - 2020: für das Lied Don’t Get Me Wrong - 2020: für das Lied Mercy - 2021: für das Lied When the Party’s Over - 2022: für das Lied Headspace - 2023: für das Lied Leaving My Love Behind - 2024: für die Single How I’m Feeling Now - 2024: für das Lied Something Borrowed - 2025: für die Single Survive - Australien - 2023: für die Single Lost on You - 2023: für die Single Rush - 2023: für die Single Tough - 2023: für das Lied One - 2023: für das Lied When the Party’s Over - 2024: für die Single Pointless - Belgien - 2023: für die Single Forget Me - 2024: für die Single Wish You the Best - Brasilien - 2024: für die Single Wish You the Best - 2024: für die Single Pointless - Dänemark - 2020: für das Album Breach - 2022: für die Single Grace - 2023: für die Autorenbeteiligung Lasting Lover (Sigala & James Arthur) - 2024: für das Lied Forever - 2024: für das Album Broken by Desire to Be Heavenly Sent - 2024: für die Single Wish You the Best - Deutschland - 2022: für das Album Divinely Uninspired to a Hellish Extent - 2023: für die Single Hold Me While You Wait - Frankreich - 2020: für das Album Divinely Uninspired to a Hellish Extent - 2023: für die Single Forget Me - 2024: für die Single Wish You the Best - Griechenland - 2021: für die Single Before You Go - Italien - 2023: für die Single Forget Me - Kanada - 2020: für die Single Grace - 2020: für die Single Lost on You - 2020: für das Lied One - 2023: für das Album Broken by Desire to Be Heavenly Sent - 2025: für das Lied Hollywood - Neuseeland - 2021: für die Autorenbeteiligung Lasting Lover (Sigala & James Arthur) - 2023: für die Single Forget Me - 2024: für das Album Broken by Desire to Be Heavenly Sent - Niederlande - 2019: für das Album Divinely Uninspired to a Hellish Extent - 2023: für die Single Forget Me - Polen - 2020: für die Single Hold Me While You Wait - 2021: für die Autorenbeteiligung Lasting Lover (Sigala & James Arthur) - Portugal - 2024: für das Album Divinely Uninspired to a Hellish Extent - Schweiz - 2019: für das Album Divinely Uninspired to a Hellish Extent - 2019: für die Single Grace - 2019: für die Single Lost on You - Spanien - 2024: für die Single Forget Me - 2025: für die Single Wish You the Best - Vereinigte Staaten - 2023: für die Autorenbeteiligung Lasting Lover (Sigala & James Arthur) - Vereinigtes Königreich - 2021: für die Single Lost on You - 2022: für das Lied Hollywood - 2023: für die Single Tough - 2024: für die Single Rush - 2024: für das Lied Maybe - 2025: für die Single Fade | - Australien - 2022: für das Album Divinely Uninspired to a Hellish Extent - 2023: für das Lied Forever - 2024: für die Single Wish You the Best - Brasilien - 2024: für die Single Bruises - 2024: für das Lied Forever - 2024: für die Single Forget Me - 2024: für die Single Grace - Dänemark - 2022: für die Single Hold Me While You Wait - 2024: für die Single Forget Me - Deutschland - 2023: für die Single Bruises - 2023: für die Single Before You Go - Finnland - 2019: für die Single Someone You Loved - Italien - 2020: für die Single Hold Me While You Wait - 2021: für die Single Bruises - Kanada - 2022: für die Autorenbeteiligung Lasting Lover (Sigala & James Arthur) - 2025: für die Single Pointless - Malaysia - 2020: für die Single Before You Go - 2020: für das Album Divinely Uninspired to a Hellish Extent - Norwegen - 2019: für die Single Someone You Loved - Österreich - 2025: für die Single Forget Me - 2025: für die Single Hold Me While You Wait - Polen - 2021: für die Single Bruises - Portugal - 2021: für die Single Hold Me While You Wait - Schweden - 2020: für die Single Bruises - Schweiz - 2019: für die Single Bruises - Spanien - 2024: für die Single Bruises - 2024: für die Single Hold Me While You Wait - Vereinigte Staaten - 2020: für die Single Before You Go - Vereinigtes Königreich - 2022: für die Autorenbeteiligung Lasting Lover (Sigala & James Arthur) - 2023: für das Lied Forever - 2023: für die Single Pointless - 2024: für das Lied One - 2024: für die Single Wish You the Best - 2024: für das Album Broken by Desire to Be Heavenly Sent - Australien - 2021: für die Autorenbeteiligung Lasting Lover (Sigala & James Arthur) - 2024: für die Single Forget Me - 2024: für die Single Grace - Belgien - 2021: für die Single Before You Go - Griechenland - 2023: für die Single Someone You Loved - Italien - 2023: für das Album Divinely Uninspired to a Hellish Extent - Kanada - 2023: für die Single Forget Me - 2025: für die Single Wish You the Best - 2025: für das Lied Forever - Niederlande - 2019: für die Single Someone You Loved - Österreich - 2025: für das Album Divinely Uninspired to a Hellish Extent - Philippinen - 2020: für das Album Divinely Uninspired to a Hellish Extent - Portugal - 2022: für die Single Bruises - Schweden - 2022: für das Album Divinely Uninspired to a Hellish Extent - Singapur - 2021: für das Album Divinely Uninspired to a Hellish Extent - Vereinigtes Königreich - 2024: für die Single Forget Me | - Brasilien - 2024: für die Single Hold Me While You Wait - Dänemark - 2024: für die Single Before You Go - 2024: für die Single Bruises - Italien - 2024: für die Single Before You Go - Malaysia - 2020: für die Single Someone You Loved - Neuseeland - 2023: für die Single Hold Me While You Wait - Österreich - 2025: für die Single Bruises - 2025: für die Single Before You Go - Polen - 2021: für die Single Before You Go - 2024: für das Album Divinely Uninspired to a Hellish Extent - Portugal - 2022: für die Single Before You Go - Schweden - 2019: für die Single Someone You Loved - Schweiz - 2019: für die Single Someone You Loved - Spanien - 2024: für die Single Before You Go - Vereinigtes Königreich - 2025: für die Single Grace - Australien - 2023: für die Single Hold Me While You Wait - Belgien - 2021: für die Single Someone You Loved - Norwegen - 2023: für das Album Divinely Uninspired to a Hellish Extent - Vereinigtes Königreich - 2024: für die Single Hold Me While You Wait - Dänemark - 2024: für das Album Divinely Uninspired to a Hellish Extent - Kanada - 2025: für die Single Hold Me While You Wait - Neuseeland - 2024: für die Single Bruises - Vereinigtes Königreich - 2025: für die Single Bruises - 2025: für die Single Before You Go - Dänemark - 2024: für die Single Someone You Loved - Italien - 2024: für die Single Someone You Loved - Kanada - 2025: für das Album Divinely Uninspired to a Hellish Extent - Neuseeland - 2024: für das Album Divinely Uninspired to a Hellish Extent - 2024: für die Single Before You Go - Österreich - 2025: für die Single Someone You Loved - Spanien - 2024: für die Single Someone You Loved - Vereinigtes Königreich - 2025: für das Album Divinely Uninspired to a Hellish Extent - Australien - 2024: für die Single Bruises - Ungarn - 2022: für das Album Divinely Uninspired to a Hellish Extent - Kanada - 2025: für die Single Bruises - Portugal - 2024: für die Single Someone You Loved - Australien - 2024: für die Single Before You Go - Vereinigtes Königreich - 2025: für die Single Someone You Loved - Neuseeland - 2025: für die Single Someone You Loved - Australien - 2025: für die Single Someone You Loved - Deutschland - 2023: für die Single Someone You Loved - Frankreich - 2020: für die Single Someone You Loved - 2022: für die Single Before You Go - Kanada - 2023: für die Single Before You Go - Polen - 2021: für die Single Someone You Loved - Vereinigte Staaten - 2023: für die Single Someone You Loved - Kanada - 2023: für die Single Someone You Loved - Brasilien - 2024: für die Single Before You Go - Brasilien - 2024: für die Single Someone You Loved |

## Auszeichnungen nach Alben

### Breach
| Land/Region     | Auszeichnungen für Musikverkäufe (Land/Region, Auszeichnung, Verkäufe) | Verkäufe |
| --------------- | ---------------------------------------------------------------------- | -------- |
| Dänemark (IFPI) | Gold                                                                   | 10.000   |
| Insgesamt       | 1× Gold ·                                                              | 10.000   |

### Divinely Uninspired to a Hellish Extent
| Land/Region                  | Auszeichnungen für Musikverkäufe (Land/Region, Auszeichnung, Verkäufe) | Verkäufe  |
| ---------------------------- | ---------------------------------------------------------------------- | --------- |
| Australien (ARIA)            | Platin                                                                 | 70.000    |
| Dänemark (IFPI)              | 5× Platin                                                              | 100.000   |
| Deutschland (BVMI)           | Gold                                                                   | 100.000   |
| Frankreich (SNEP)            | Gold                                                                   | 50.000    |
| Italien (FIMI)               | 2× Platin                                                              | 100.000   |
| Kanada (MC)                  | 6× Platin                                                              | 480.000   |
| Malaysia (RIM)               | Platin                                                                 | 10.000    |
| Neuseeland (RMNZ)            | 6× Platin                                                              | 90.000    |
| Niederlande (NVPI)           | Gold                                                                   | 20.000    |
| Norwegen (IFPI)              | 4× Platin                                                              | 80.000    |
| Österreich (IFPI)            | 2× Platin                                                              | 30.000    |
| Philippinen (PARI)           | 2× Platin                                                              | 30.000    |
| Polen (ZPAV)                 | 3× Platin                                                              | 60.000    |
| Portugal (AFP)               | Gold                                                                   | 3.500     |
| Schweden (IFPI)              | 2× Platin                                                              | 60.000    |
| Schweiz (IFPI)               | Gold                                                                   | 10.000    |
| Singapur (RIAS)              | 2× Platin                                                              | 20.000    |
| Ungarn (MAHASZ)              | 7× Platin                                                              | 28.000    |
| Vereinigtes Königreich (BPI) | 6× Platin                                                              | 1.800.000 |
| Insgesamt                    | 5× Gold · 49× Platin ·                                                 | 3.141.500 |

### Broken by Desire to Be Heavenly Sent
| Land/Region                  | Auszeichnungen für Musikverkäufe (Land/Region, Auszeichnung, Verkäufe) | Verkäufe |
| ---------------------------- | ---------------------------------------------------------------------- | -------- |
| Dänemark (IFPI)              | Gold                                                                   | 10.000   |
| Kanada (MC)                  | Gold                                                                   | 40.000   |
| Neuseeland (RMNZ)            | Gold                                                                   | 7.500    |
| Vereinigtes Königreich (BPI) | Platin                                                                 | 300.000  |
| Insgesamt                    | 3× Gold · 1× Platin ·                                                  | 357.500  |

## Auszeichnungen nach Singles

### Bruises
| Land/Region                  | Auszeichnungen für Musikverkäufe (Land/Region, Auszeichnung, Verkäufe) | Verkäufe  |
| ---------------------------- | ---------------------------------------------------------------------- | --------- |
| Australien (ARIA)            | 7× Platin                                                              | 490.000   |
| Brasilien (PMB)              | Platin                                                                 | 40.000    |
| Dänemark (IFPI)              | 3× Platin                                                              | 270.000   |
| Deutschland (BVMI)           | Platin                                                                 | 400.000   |
| Italien (FIMI)               | Platin                                                                 | 70.000    |
| Kanada (MC)                  | 8× Platin                                                              | 640.000   |
| Neuseeland (RMNZ)            | 5× Platin                                                              | 150.000   |
| Österreich (IFPI)            | 3× Platin                                                              | 90.000    |
| Polen (ZPAV)                 | Platin                                                                 | 50.000    |
| Portugal (AFP)               | 2× Platin                                                              | 20.000    |
| Schweden (IFPI)              | Platin                                                                 | 80.000    |
| Schweiz (IFPI)               | Platin                                                                 | 20.000    |
| Spanien (Promusicae)         | Platin                                                                 | 60.000    |
| Vereinigtes Königreich (BPI) | 5× Platin                                                              | 3.000.000 |
| Insgesamt                    | 40× Platin ·                                                           | 5.380.000 |

### Lost on You
| Land/Region                  | Auszeichnungen für Musikverkäufe (Land/Region, Auszeichnung, Verkäufe) | Verkäufe |
| ---------------------------- | ---------------------------------------------------------------------- | -------- |
| Australien (ARIA)            | Gold                                                                   | 35.000   |
| Kanada (MC)                  | Gold                                                                   | 40.000   |
| Schweiz (IFPI)               | Gold                                                                   | 10.000   |
| Vereinigtes Königreich (BPI) | Gold                                                                   | 400.000  |
| Insgesamt                    | 4× Gold ·                                                              | 485.000  |

### Fade
| Land/Region                  | Auszeichnungen für Musikverkäufe (Land/Region, Auszeichnung, Verkäufe) | Verkäufe |
| ---------------------------- | ---------------------------------------------------------------------- | -------- |
| Vereinigtes Königreich (BPI) | Gold                                                                   | 400.000  |
| Insgesamt                    | 1× Gold ·                                                              | 400.000  |

### Rush
| Land/Region                  | Auszeichnungen für Musikverkäufe (Land/Region, Auszeichnung, Verkäufe) | Verkäufe |
| ---------------------------- | ---------------------------------------------------------------------- | -------- |
| Australien (ARIA)            | Gold                                                                   | 35.000   |
| Vereinigtes Königreich (BPI) | Gold                                                                   | 400.000  |
| Insgesamt                    | 2× Gold ·                                                              | 435.000  |

### Tough
| Land/Region                  | Auszeichnungen für Musikverkäufe (Land/Region, Auszeichnung, Verkäufe) | Verkäufe |
| ---------------------------- | ---------------------------------------------------------------------- | -------- |
| Australien (ARIA)            | Gold                                                                   | 35.000   |
| Vereinigtes Königreich (BPI) | Gold                                                                   | 400.000  |
| Insgesamt                    | 2× Gold ·                                                              | 435.000  |

### Grace
| Land/Region                  | Auszeichnungen für Musikverkäufe (Land/Region, Auszeichnung, Verkäufe) | Verkäufe  |
| ---------------------------- | ---------------------------------------------------------------------- | --------- |
| Australien (ARIA)            | 2× Platin                                                              | 140.000   |
| Brasilien (PMB)              | Platin                                                                 | 40.000    |
| Dänemark (IFPI)              | Gold                                                                   | 45.000    |
| Kanada (MC)                  | Gold                                                                   | 40.000    |
| Schweiz (IFPI)               | Gold                                                                   | 10.000    |
| Vereinigtes Königreich (BPI) | 3× Platin                                                              | 1.800.000 |
| Insgesamt                    | 3× Gold · 6× Platin ·                                                  | 2.075.000 |

### Someone You Loved
| Land/Region                  | Auszeichnungen für Musikverkäufe (Land/Region, Auszeichnung, Verkäufe) | Verkäufe   |
| ---------------------------- | ---------------------------------------------------------------------- | ---------- |
| Australien (ARIA)            | 23× Platin                                                             | 1.610.000  |
| Belgien (BRMA)               | 4× Platin                                                              | 160.000    |
| Brasilien (PMB)              | 9× Diamant                                                             | 1.280.000  |
| Dänemark (IFPI)              | 6× Platin                                                              | 540.000    |
| Deutschland (BVMI)           | Diamant                                                                | 1.000.000  |
| Finnland (IFPI)              | Platin                                                                 | 40.000     |
| Frankreich (SNEP)            | Diamant                                                                | 333.333    |
| Griechenland (IFPI)          | 2× Platin                                                              | 40.000     |
| Italien (FIMI)               | 6× Platin                                                              | 600.000    |
| Kanada (MC)                  | 2× Diamant                                                             | 1.600.000  |
| Malaysia (RIM)               | 3× Platin                                                              | 600.000    |
| Neuseeland (RMNZ)            | 11× Platin                                                             | 330.000    |
| Niederlande (NVPI)           | 2× Platin                                                              | 160.000    |
| Norwegen (IFPI)              | Platin                                                                 | 60.000     |
| Österreich (IFPI)            | 6× Platin                                                              | 180.000    |
| Polen (ZPAV)                 | Diamant                                                                | 250.000    |
| Portugal (AFP)               | 8× Platin                                                              | 80.000     |
| Schweden (IFPI)              | 3× Platin                                                              | 240.000    |
| Schweiz (IFPI)               | 3× Platin                                                              | 60.000     |
| Spanien (Promusicae)         | 6× Platin                                                              | 360.000    |
| Vereinigte Staaten (RIAA)    | Diamant                                                                | 10.000.000 |
| Vereinigtes Königreich (BPI) | 10× Platin                                                             | 6.000.000  |
| Insgesamt                    | 95× Platin · 15× Diamant ·                                             | 25.523.333 |

### Hold Me While You Wait
| Land/Region                  | Auszeichnungen für Musikverkäufe (Land/Region, Auszeichnung, Verkäufe) | Verkäufe  |
| ---------------------------- | ---------------------------------------------------------------------- | --------- |
| Australien (ARIA)            | 4× Platin                                                              | 280.000   |
| Brasilien (PMB)              | 3× Platin                                                              | 120.000   |
| Dänemark (IFPI)              | Platin                                                                 | 90.000    |
| Deutschland (BVMI)           | Gold                                                                   | 200.000   |
| Italien (FIMI)               | Platin                                                                 | 70.000    |
| Kanada (MC)                  | 5× Platin                                                              | 400.000   |
| Neuseeland (RMNZ)            | 3× Platin                                                              | 90.000    |
| Österreich (IFPI)            | Platin                                                                 | 30.000    |
| Polen (ZPAV)                 | Gold                                                                   | 10.000    |
| Portugal (AFP)               | Platin                                                                 | 10.000    |
| Spanien (Promusicae)         | Platin                                                                 | 60.000    |
| Vereinigtes Königreich (BPI) | 4× Platin                                                              | 2.400.000 |
| Insgesamt                    | 2× Gold · 24× Platin ·                                                 | 3.760.000 |

### Before You Go
| Land/Region                  | Auszeichnungen für Musikverkäufe (Land/Region, Auszeichnung, Verkäufe) | Verkäufe  |
| ---------------------------- | ---------------------------------------------------------------------- | --------- |
| Australien (ARIA)            | 9× Platin                                                              | 630.000   |
| Belgien (BRMA)               | 2× Platin                                                              | 80.000    |
| Brasilien (PMB)              | 3× Diamant                                                             | 480.000   |
| Dänemark (IFPI)              | 3× Platin                                                              | 270.000   |
| Deutschland (BVMI)           | Platin                                                                 | 400.000   |
| Frankreich (SNEP)            | Diamant                                                                | 333.333   |
| Griechenland (IFPI)          | Gold                                                                   | 10.000    |
| Italien (FIMI)               | 3× Platin                                                              | 300.000   |
| Kanada (MC)                  | Diamant                                                                | 800.000   |
| Malaysia (RIM)               | Platin                                                                 | 200.000   |
| Neuseeland (RMNZ)            | 6× Platin                                                              | 180.000   |
| Österreich (IFPI)            | 3× Platin                                                              | 90.000    |
| Polen (ZPAV)                 | 3× Platin                                                              | 150.000   |
| Portugal (AFP)               | 3× Platin                                                              | 30.000    |
| Spanien (Promusicae)         | 3× Platin                                                              | 180.000   |
| Vereinigte Staaten (RIAA)    | Platin                                                                 | 1.000.000 |
| Vereinigtes Königreich (BPI) | 5× Platin                                                              | 3.000.000 |
| Insgesamt                    | 1× Gold · 43× Platin · 5× Diamant ·                                    | 8.133.333 |

### Forget Me
| Land/Region                  | Auszeichnungen für Musikverkäufe (Land/Region, Auszeichnung, Verkäufe) | Verkäufe  |
| ---------------------------- | ---------------------------------------------------------------------- | --------- |
| Australien (ARIA)            | 2× Platin                                                              | 140.000   |
| Belgien (BRMA)               | Gold                                                                   | 20.000    |
| Brasilien (PMB)              | Platin                                                                 | 40.000    |
| Dänemark (IFPI)              | Platin                                                                 | 90.000    |
| Frankreich (SNEP)            | Gold                                                                   | 100.000   |
| Italien (FIMI)               | Gold                                                                   | 50.000    |
| Kanada (MC)                  | 2× Platin                                                              | 160.000   |
| Neuseeland (RMNZ)            | Gold                                                                   | 15.000    |
| Niederlande (NVPI)           | Gold                                                                   | 40.000    |
| Österreich (IFPI)            | Platin                                                                 | 30.000    |
| Spanien (Promusicae)         | Gold                                                                   | 30.000    |
| Vereinigtes Königreich (BPI) | 2× Platin                                                              | 1.200.000 |
| Insgesamt                    | 6× Gold · 9× Platin ·                                                  | 1.915.000 |

### Pointless
| Land/Region                  | Auszeichnungen für Musikverkäufe (Land/Region, Auszeichnung, Verkäufe) | Verkäufe |
| ---------------------------- | ---------------------------------------------------------------------- | -------- |
| Australien (ARIA)            | Gold                                                                   | 35.000   |
| Brasilien (PMB)              | Gold                                                                   | 20.000   |
| Kanada (MC)                  | Platin                                                                 | 80.000   |
| Vereinigtes Königreich (BPI) | Platin                                                                 | 600.000  |
| Insgesamt                    | 2× Gold · 2× Platin ·                                                  | 735.000  |

### How I’m Feeling Now
| Land/Region                  | Auszeichnungen für Musikverkäufe (Land/Region, Auszeichnung, Verkäufe) | Verkäufe |
| ---------------------------- | ---------------------------------------------------------------------- | -------- |
| Vereinigtes Königreich (BPI) | Silber                                                                 | 200.000  |
| Insgesamt                    | 1× Silber ·                                                            | 200.000  |

### Wish You the Best
| Land/Region                  | Auszeichnungen für Musikverkäufe (Land/Region, Auszeichnung, Verkäufe) | Verkäufe  |
| ---------------------------- | ---------------------------------------------------------------------- | --------- |
| Australien (ARIA)            | Platin                                                                 | 70.000    |
| Belgien (BRMA)               | Gold                                                                   | 20.000    |
| Brasilien (PMB)              | Gold                                                                   | 20.000    |
| Dänemark (IFPI)              | Gold                                                                   | 45.000    |
| Frankreich (SNEP)            | Gold                                                                   | 100.000   |
| Kanada (MC)                  | 2× Platin                                                              | 160.000   |
| Spanien (Promusicae)         | Gold                                                                   | 30.000    |
| Vereinigtes Königreich (BPI) | Platin                                                                 | 600.000   |
| Insgesamt                    | 5× Gold · 4× Platin ·                                                  | 1.045.000 |

### Survive
| Land/Region                  | Auszeichnungen für Musikverkäufe (Land/Region, Auszeichnung, Verkäufe) | Verkäufe |
| ---------------------------- | ---------------------------------------------------------------------- | -------- |
| Vereinigtes Königreich (BPI) | Silber                                                                 | 200.000  |
| Insgesamt                    | 1× Silber ·                                                            | 200.000  |

## Auszeichnungen nach Liedern

### Don’t Get Me Wrong
| Land/Region                  | Auszeichnungen für Musikverkäufe (Land/Region, Auszeichnung, Verkäufe) | Verkäufe |
| ---------------------------- | ---------------------------------------------------------------------- | -------- |
| Vereinigtes Königreich (BPI) | Silber                                                                 | 200.000  |
| Insgesamt                    | 1× Silber ·                                                            | 200.000  |

### Forever
| Land/Region                  | Auszeichnungen für Musikverkäufe (Land/Region, Auszeichnung, Verkäufe) | Verkäufe |
| ---------------------------- | ---------------------------------------------------------------------- | -------- |
| Australien (ARIA)            | Platin                                                                 | 70.000   |
| Brasilien (PMB)              | Platin                                                                 | 40.000   |
| Dänemark (IFPI)              | Gold                                                                   | 45.000   |
| Kanada (MC)                  | 2× Platin                                                              | 160.000  |
| Vereinigtes Königreich (BPI) | Platin                                                                 | 600.000  |
| Insgesamt                    | 1× Gold · 5× Platin ·                                                  | 915.000  |

### Headspace
| Land/Region                  | Auszeichnungen für Musikverkäufe (Land/Region, Auszeichnung, Verkäufe) | Verkäufe |
| ---------------------------- | ---------------------------------------------------------------------- | -------- |
| Vereinigtes Königreich (BPI) | Silber                                                                 | 200.000  |
| Insgesamt                    | 1× Silber ·                                                            | 200.000  |

### Hollywood
| Land/Region                  | Auszeichnungen für Musikverkäufe (Land/Region, Auszeichnung, Verkäufe) | Verkäufe |
| ---------------------------- | ---------------------------------------------------------------------- | -------- |
| Kanada (MC)                  | Gold                                                                   | 40.000   |
| Vereinigtes Königreich (BPI) | Gold                                                                   | 400.000  |
| Insgesamt                    | 2× Gold ·                                                              | 440.000  |

### Leaving My Love Behind
| Land/Region                  | Auszeichnungen für Musikverkäufe (Land/Region, Auszeichnung, Verkäufe) | Verkäufe |
| ---------------------------- | ---------------------------------------------------------------------- | -------- |
| Vereinigtes Königreich (BPI) | Silber                                                                 | 200.000  |
| Insgesamt                    | 1× Silber ·                                                            | 200.000  |

### Maybe
| Land/Region                  | Auszeichnungen für Musikverkäufe (Land/Region, Auszeichnung, Verkäufe) | Verkäufe |
| ---------------------------- | ---------------------------------------------------------------------- | -------- |
| Vereinigtes Königreich (BPI) | Gold                                                                   | 400.000  |
| Insgesamt                    | 1× Gold ·                                                              | 400.000  |

### Mercy
| Land/Region                  | Auszeichnungen für Musikverkäufe (Land/Region, Auszeichnung, Verkäufe) | Verkäufe |
| ---------------------------- | ---------------------------------------------------------------------- | -------- |
| Vereinigtes Königreich (BPI) | Silber                                                                 | 200.000  |
| Insgesamt                    | 1× Silber ·                                                            | 200.000  |

### One
| Land/Region                  | Auszeichnungen für Musikverkäufe (Land/Region, Auszeichnung, Verkäufe) | Verkäufe |
| ---------------------------- | ---------------------------------------------------------------------- | -------- |
| Australien (ARIA)            | Gold                                                                   | 35.000   |
| Kanada (MC)                  | Gold                                                                   | 40.000   |
| Vereinigtes Königreich (BPI) | Platin                                                                 | 600.000  |
| Insgesamt                    | 2× Gold · 1× Platin ·                                                  | 675.000  |

### Something Borrowed
| Land/Region                  | Auszeichnungen für Musikverkäufe (Land/Region, Auszeichnung, Verkäufe) | Verkäufe |
| ---------------------------- | ---------------------------------------------------------------------- | -------- |
| Vereinigtes Königreich (BPI) | Silber                                                                 | 200.000  |
| Insgesamt                    | 1× Silber ·                                                            | 200.000  |

### When the Party’s Over
| Land/Region                  | Auszeichnungen für Musikverkäufe (Land/Region, Auszeichnung, Verkäufe) | Verkäufe |
| ---------------------------- | ---------------------------------------------------------------------- | -------- |
| Australien (ARIA)            | Gold                                                                   | 35.000   |
| Vereinigtes Königreich (BPI) | Gold                                                                   | 400.000  |
| Insgesamt                    | 2× Gold ·                                                              | 435.000  |

## Auszeichnungen nach Autorenbeteiligungen

### Lasting Lover
| Land/Region                  | Auszeichnungen für Musikverkäufe (Land/Region, Auszeichnung, Verkäufe) | Verkäufe  |
| ---------------------------- | ---------------------------------------------------------------------- | --------- |
| Australien (ARIA)            | 2× Platin                                                              | 140.000   |
| Dänemark (IFPI)              | Gold                                                                   | 45.000    |
| Kanada (MC)                  | Platin                                                                 | 80.000    |
| Neuseeland (RMNZ)            | Gold                                                                   | 15.000    |
| Polen (ZPAV)                 | Gold                                                                   | 10.000    |
| Vereinigte Staaten (RIAA)    | Gold                                                                   | 500.000   |
| Vereinigtes Königreich (BPI) | Platin                                                                 | 600.000   |
| Insgesamt                    | 4× Gold · 4× Platin ·                                                  | 1.390.000 |

## Statistik und Quellen
| Land/RegionAuszeichnungen für Musikverkäufe (Land/Region, Auszeichnungen, Verkäufe, Quellen) | Silber     | Gold       | Platin         | Diamant       | Verkäufe   | Quellen              |
| -------------------------------------------------------------------------------------------- | ---------- | ---------- | -------------- | ------------- | ---------- | -------------------- |
| Australien (ARIA)                                                                            | —          | 6× Gold6   | 52× Platin52   | —             | 3.850.000  | aria.com.au          |
| Belgien (BRMA)                                                                               | —          | 2× Gold2   | 6× Platin6     | —             | 280.000    | ultratop.be          |
| Brasilien (PMB)                                                                              | —          | 2× Gold2   | 7× Platin7     | 12× Diamant12 | 2.080.000  | pro-musicabr.org.br  |
| Dänemark (IFPI)                                                                              | —          | 6× Gold6   | 19× Platin19   | —             | 1.560.000  | ifpi.dk              |
| Deutschland (BVMI)                                                                           | —          | 2× Gold2   | 2× Platin2     | Diamant1      | 2.100.000  | musikindustrie.de    |
| Finnland (IFPI)                                                                              | —          | —          | Platin1        | —             | 40.000     | Einzelnachweise      |
| Frankreich (SNEP)                                                                            | —          | 3× Gold3   | —              | 2× Diamant2   | 916.666    | snepmusique.com      |
| Griechenland (IFPI)                                                                          | —          | Gold1      | 2× Platin2     | —             | 50.000     | Einzelnachweise      |
| Italien (FIMI)                                                                               | —          | Gold1      | 13× Platin13   | —             | 1.190.000  | fimi.it              |
| Kanada (MC)                                                                                  | —          | 5× Gold5   | 27× Platin27   | 3× Diamant3   | 4.760.000  | musiccanada.com      |
| Malaysia (RIM)                                                                               | —          | —          | 5× Platin5     | —             | 810.000    | Einzelnachweise      |
| Neuseeland (RMNZ)                                                                            | —          | 3× Gold3   | 31× Platin31   | —             | 877.500    | radioscope.co.nz NZ2 |
| Niederlande (NVPI)                                                                           | —          | 2× Gold2   | 2× Platin2     | —             | 220.000    | nvpi.nl              |
| Norwegen (IFPI)                                                                              | —          | —          | 5× Platin5     | —             | 140.000    | ifpi.no              |
| Österreich (IFPI)                                                                            | —          | —          | 16× Platin16   | —             | 450.000    | ifpi.at              |
| Philippinen (PARI)                                                                           | —          | —          | 2× Platin2     | —             | 30.000     | Einzelnachweise      |
| Polen (ZPAV)                                                                                 | —          | 2× Gold2   | 7× Platin7     | Diamant1      | 530.000    | olis.pl              |
| Portugal (AFP)                                                                               | —          | Gold1      | 14× Platin14   | —             | 143.500    | Einzelnachweise      |
| Schweden (IFPI)                                                                              | —          | —          | 6× Platin6     | —             | 380.000    | sverigetopplistan.se |
| Schweiz (IFPI)                                                                               | —          | 3× Gold3   | 4× Platin4     | —             | 110.000    | musikwoche.de        |
| Singapur (RIAS)                                                                              | —          | —          | 2× Platin2     | —             | 20.000     | rias.org.sg          |
| Spanien (Promusicae)                                                                         | —          | 2× Gold2   | 11× Platin11   | —             | 720.000    | elportaldemusica.es  |
| Ungarn (MAHASZ)                                                                              | —          | —          | 7× Platin7     | —             | 28.000     | slagerlistak.hu      |
| Vereinigte Staaten (RIAA)                                                                    | —          | Gold1      | Platin1        | Diamant1      | 11.500.000 | riaa.com             |
| Vereinigtes Königreich (BPI)                                                                 | 8× Silber8 | 6× Gold6   | 41× Platin41   | —             | 26.700.000 | bpi.co.uk            |
| Insgesamt                                                                                    | 8× Silber8 | 48× Gold48 | 283× Platin283 | 20× Diamant20 |            |                      |